# Ditrichocorycaeus subulatus
Ditrichocorycaeus subulatus – gatunek widłonoga z rodziny Corycaeidae. Opisał go w 1887 roku Clarence Luther Herrick, nadając mu nazwę Corycaeus subulatus. Autor podał, że gatunek występuje w Zatoce Meksykańskiej u wybrzeży amerykańskiego stanu Alabama, nie wskazał jednak dokładnie miejsca typowego.